# 安藤武伯
安藤 武伯（あんどう たけのり、1913年（大正2年） - 没年不詳）は、日本の建築家。

## 経歴
仙台高等工業学校（現・東北大学工学部）卒業後の1938年（昭和13年）から宮内省に奉職、内匠寮匠生に採用され、1939年（昭和14年）に宮内技手を拝命。その後招集、復員を経て、宮内庁に勤務した。
1956年（昭和31年）に宮内庁管理部工務課建築第一係に所属、1957年（昭和32年）からは宮殿造営調査室積算主任、そして係長となる。1963年（昭和38年）には臨時皇居造営部造営課の課長績佐、および総括課長補佐をつとめる。1969年（昭和44年）から管理部工務課に戻り課長補佐、および宮殿造営記録編集員として勤務、1973年（昭和48年）に工務隷長。1977年（昭和52年）に管理部参事官になる。翌年に退官した。
2005年時点で千葉県に在住していた。